# Sopa de lima

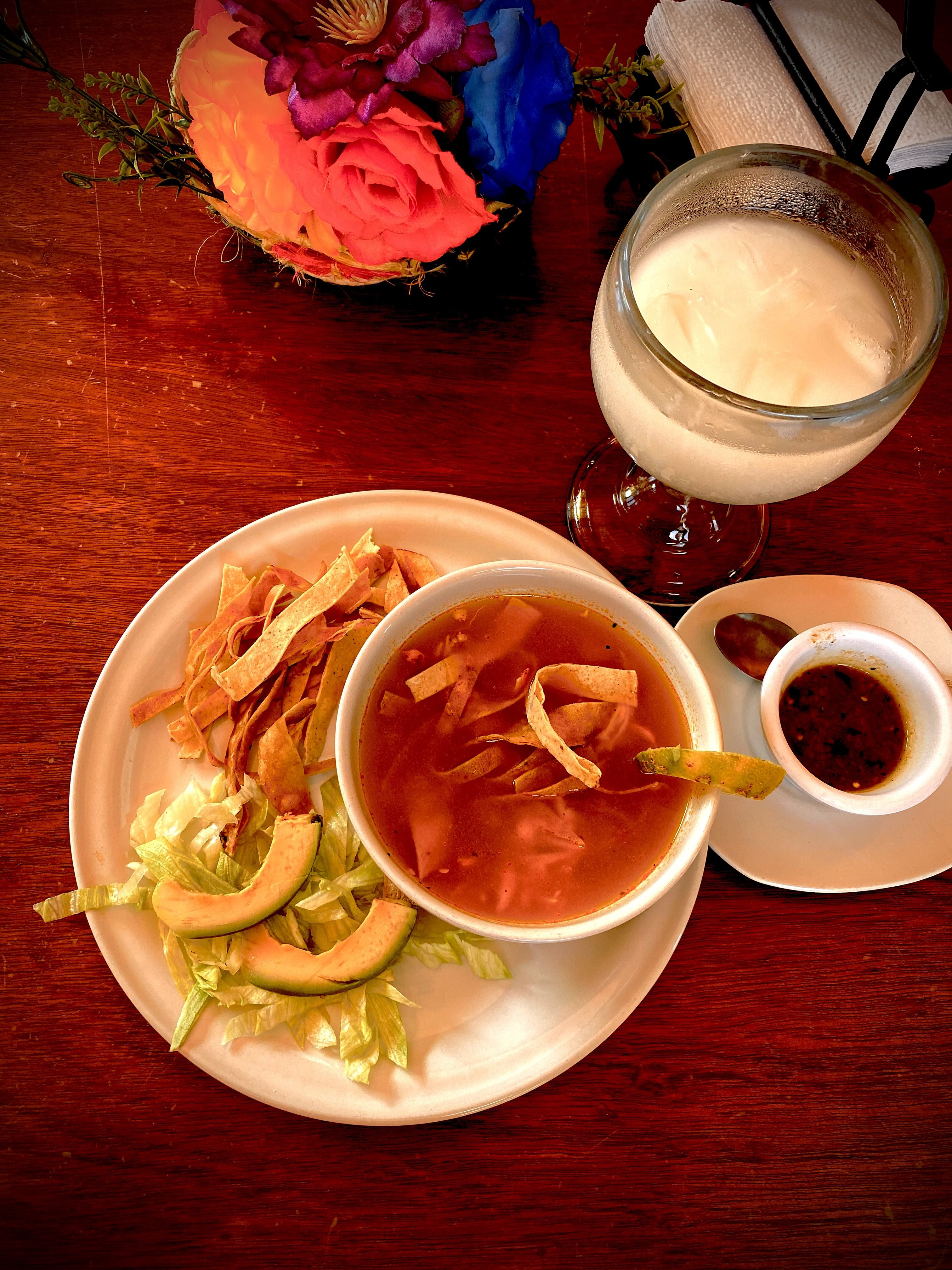
Sopa de lima

Sopa de lima (Limettensuppe) ist eine der bekanntesten Suppen im mexikanischen Bundesstaat Yucatán, eine mit Limettensaft gesäuerte Hühnersuppe, die mit frittierten Tortillastreifen (sogenannte totopos), mit Scheiben von Avocado und Limetten serviert wird.
Die Sopa de lima von Yucatán vereint zwei typische Zutaten der Maya-Kultur, Mais und Chili, mit dem Fleisch der wilden Truthühner und den bitteren Limetten, die von spanischen Eroberern eingeführt wurden. Die Eigenart der Sopa de lima ist von der bitteren Limette bestimmt, die in Yucatán gut gedeiht und der ansonsten salzigen Suppe eine spritzige Note verleiht. Die Suppe erfordert eine bestimmte limettenartige Zitrusfrucht, die lima agria, mit ihrem einzigartigen Geschmack.
Für die Sopa de lima wird eine Gewürzmischung hergestellt, der „Recado de toda clase“, der mexikanischen Oregano, milde Chilis (spanischer Pfeffer „chile dulce“), Kreuzkümmelsamen, Zimtrinde, ganze Gewürznelken, Pimentkörner, schwarze Pfefferkörner und Knoblauch (die alle geröstet werden), sowie Bitterorangensaft enthält.